# Caridina sumatianica
Caridina sumatianica е вид десетоного от семейство Atyidae.

## Разпространение
Видът е разпространен в Китай (Гуейджоу).